# Юнацька збірна Іспанії з футболу (U-19)
Юнацька збірна Іспанії з футболу (U-19) — національна футбольна збірна Іспанії, що складається із гравців віком до 19 років. Керівництво командою здійснює Королівська іспанська футбольна федерація. До зміни формату юнацьких чемпіонатів Європи у 2001 році функціонувала як збірна до 18 років. Найтитулованіша юнацька збірна Європи — восьмиразовий переможець континентальної першості U-19.
Головним турніром для команди є Юнацький чемпіонат Європи з футболу (U-19), успішний виступ на якому дозволяє отримати путівку на Молодіжний чемпіонат світу, у якому команда бере участь вже у форматі збірної U-20. Також може брати участь у товариських і регіональних змаганнях.

## Юнацький чемпіонат Європи з футболу (U-19)
| Рік    | Раунд                    | І                        | В                        | Н                        | П                        | Г+                       | Г-                       |                          |
| ------ | ------------------------ | ------------------------ | ------------------------ | ------------------------ | ------------------------ | ------------------------ | ------------------------ | ------------------------ |
| 2002   | переможець               | 10                       | 9                        | 1                        | 0                        | 32                       | 4                        |                          |
| 2003   | другий відбірковий раунд | 3                        | 1                        | 1                        | 1                        | 3                        | 2                        |                          |
| 2004   | переможець               | 8                        | 6                        | 2                        | 0                        | 17                       | 5                        |                          |
| 2005   | другий відбірковий раунд | 3                        | 2                        | 0                        | 1                        | 5                        | 1                        |                          |
| 2006   | переможець               | 8                        | 7                        | 1                        | 0                        | 32                       | 7                        |                          |
| 2007   | переможець               | 8                        | 5                        | 3                        | 0                        | 16                       | 5                        |                          |
| 2008   | груповий етап            | 9                        | 5                        | 2                        | 2                        | 18                       | 7                        |                          |
| 2009   | груповий етап            | 9                        | 6                        | 0                        | 3                        | 21                       | 7                        |                          |
| 2010   | віце-чемпіон             | 11                       | 8                        | 1                        | 2                        | 25                       | 10                       |                          |
| 2011   | переможець               | 11                       | 9                        | 1                        | 1                        | 34                       | 8                        |                          |
| 2012   | переможець               | 8                        | 6                        | 2                        | 0                        | 17                       | 10                       |                          |
| 2013   | півфінали                | 7                        | 5                        | 1                        | 1                        | 11                       | 5                        |                          |
| 2014   | другий відбірковий раунд | 3                        | 2                        | 0                        | 1                        | 6                        | 4                        |                          |
| 2015   | переможець               | 8                        | 6                        | 1                        | 1                        | 22                       | 5                        |                          |
| 2016   | другий відбірковий раунд | 3                        | 1                        | 1                        | 1                        | 3                        | 3                        |                          |
| 2017   | другий відбірковий раунд | 3                        | 2                        | 0                        | 1                        | 7                        | 3                        |                          |
| 2018   | другий відбірковий раунд | 3                        | 1                        | 1                        | 1                        | 5                        | 4                        |                          |
| 2019   | переможець               | 8                        | 5                        | 3                        | 0                        | 16                       | 5                        |                          |
| 2020   | Скасовано через COVID-19 | Скасовано через COVID-19 | Скасовано через COVID-19 | Скасовано через COVID-19 | Скасовано через COVID-19 | Скасовано через COVID-19 | Скасовано через COVID-19 | Скасовано через COVID-19 |
| 2021   | Скасовано через COVID-19 | Скасовано через COVID-19 | Скасовано через COVID-19 | Скасовано через COVID-19 | Скасовано через COVID-19 | Скасовано через COVID-19 | Скасовано через COVID-19 | Скасовано через COVID-19 |
| 2022   | не кваліфікувалася       | не кваліфікувалася       | не кваліфікувалася       | не кваліфікувалася       | не кваліфікувалася       | не кваліфікувалася       | не кваліфікувалася       | не кваліфікувалася       |
| 2023   | півфінали                | 4                        | 2                        | 1                        | 1                        | 9                        | 4                        |                          |
| 2024   | переможець               | 5                        | 3                        | 2                        | 0                        | 8                        | 4                        |                          |
| 2025   | віце-чемпіон             | 5                        | 4                        | 0                        | 1                        | 15                       | 7                        |                          |
| Усього | 15/22                    | 137                      | 95                       | 24                       | 18                       | 322                      | 110                      |                          |